# Бронзос Костянтин Іванович
Костянтин Іванович Бронзоса (28 грудня 1890, Таганрог — 1975) — радянський державний і партійний діяч, голова мелітопольського міського парткомітетів (1917), делегат  VII Всеросійського з'їзду Рад (1920), почесний громадянин Мелітополя (1967).

## Біографія
Костянтин Бронзоса народився 28 грудня 1890 в Таганрозі. Його батько був робітником-каменоломень.
У 1902 році Костянтин закінчив Макіївське початкове училище і пішов працювати в шахту: спочатку лампоносом, пізніше — шахтарем. У 1904 році від  туберкульозу легенів померла його мати.
З 1904 по 1906 роки Бронзоса працював учнем токаря на Макіївському металургійному заводі. У 1908 році він працював токарем в Таганрозі на котельному заводі Нев-Вільде. Взимку 1908 Бронзоса і вся його родина захворіли висипний тиф. Батько Костянтина від хвороби помер, а сам Костянтин, одужавши, залишився дуже слабкий, через що був звільнений з котельного заводу.
Потім Бронзоса 4 роки плавав кочегаром на паровій шхуні, одружився, працював токарем в механічному цеху Макіївського металургійного заводу, звідки був звільнений в 1914 році за участь у робочих заворушеннях. У 1912 році в Таганрозі Костянтин Бронзоса вступив у підпільну організацію РСДРП. У 1916 році він переїхав до Мелітополя, де став працювати на механічному заводі Барського (зараз — АвтоЗАЗ-Мотор).
У 1917 році Костянтин Бронзоса взяв активну участь у революційних подіях в Мелітополі, і більшовики обрали його головою міської парткомітетів. У 1918–1920 роках він брав участь в  Громадянській війні, борючись у рядах  Червоної Армії. Потім  Радомислянскім повітовим з'їздом рад Бронзоса був обраний делегатом на VII Всеросійський з'їзд Рад.
У 1920 році він був обраний членом бюро Запорізького губкому партії, потім став головою Запорізького  губсовнархоза. Навесні 1921 був делегований на X Всеросійський з'їзд партії. У цей час, у березні 1921 року, спалахнуло  Кронштадтське повстання, і Бронзоса взяв участь у його придушенні.
У 1922 році він був призначений заступником голови Всеросійського Синдикату сільського машинобудування, і переїхав в  Москву. У 1925 році Бронзоса був направлений в Казахстан, на посаду заступника голови правління Атбасар ського тресту кольорових металів. З тих пір він продовжував працювати в галузі  кольорової металургії аж до 1954 року.
У грудні 1954 року по станом здоров'я Бронзоса пішов на пенсію, і з 1955 року жив в інтернаті ветеранів Компартії в  Московської області в Передєлкіно.

## Пам'ять
- Бронзовий бюст біля Будинку культури «Жовтень» в Мелітополі.
- Вулиця Бронзоса в Мелітополі.